# 藤木文彦
藤木 文彦（ふじき ふみひこ、1959年1月30日 - ）は、日本の映像技術研究者。
東京工芸大学非常勤講師。

## 来歴
東京都に生まれる。1991年に東京大学大学院工学系研究科工業化学専攻課程修了（学位は修士 ）。稚内北星学園大学教授、産業能率大学講師を経て東京工芸大学非常勤講師。東京大学UFO研究会創立者（名誉会長）および元東京大学教養学部学生会館委員会議長。

## 主要な研究分野
- 映像系研究ではマルチメディア、MPEG、映像編集、映像圧縮、映像放送配信等の研究。
- コンピューター関連の研究ではUnix、OS、コンピュータ・アーキテクチュア、CAIシステムの研究、MPEG-7、アニメ、映画の研究などを行っている。
- 最近は、科学教育の啓蒙活動、疑似科学批判なども行っている。
- 2013年チェリャビンスク州の隕石落下以降、NHKの「幻解!超常ファイル」などのTV番組に「UFO探偵」として出演しUFO動画とされる動画を科学的に分析、解説をして科学啓蒙活動を行っている。
- 他に「イギリスにおけるクロップサークル発生原因の研究」(1991)[1][リンク切れ]「マイヤーUFO」フィルムの分析--振動の周期から見えた正体 (UFO映像の舞台裏<特集>) （『科学朝日』1993年5月号）[2]など。

## 主な著書
- 98マシン語―初めて学ぶマシン語の集中レッスン (98Fan books (2))、技術評論社、1984年
- MS-DOSマクロアセンブラ入門、ナツメ社、1985年
- MS-DOSマクロアセンブラ活用法 : Personal computer、ナツメ社、1986年
- MS-DOSメニューブック : Ver.2.1～3.1 1 (キーブックス ; 4)、技術評論社、1986年
- 一夜漬MASM : 基礎からのマクロアセンブラ (成功シリーズ)、ラジオ技術社、1989年

### 共著
- （戸内順一との共著）ハードディスク活用入門 : 大きく使いたいPC-9800シリーズ、技術評論社、1985年

## 関連人物・項目
- 志水一夫 - 藤木と親交があったUFO研究者。志水の著書の『UFOの嘘』などで藤木の研究業績が紹介されている。
- 寺薗淳也 - 天文学者、情報科学者、社会起業家。元会津大学准教授。藤木と共にNHKの「幻解!超常ファイル」に出演し、UFO画像の解析や解説を行っている。
- UFO研究
- 超常現象
- 科学的懐疑主義
- メディア・バイアス・メディア・リテラシー